# لئونین

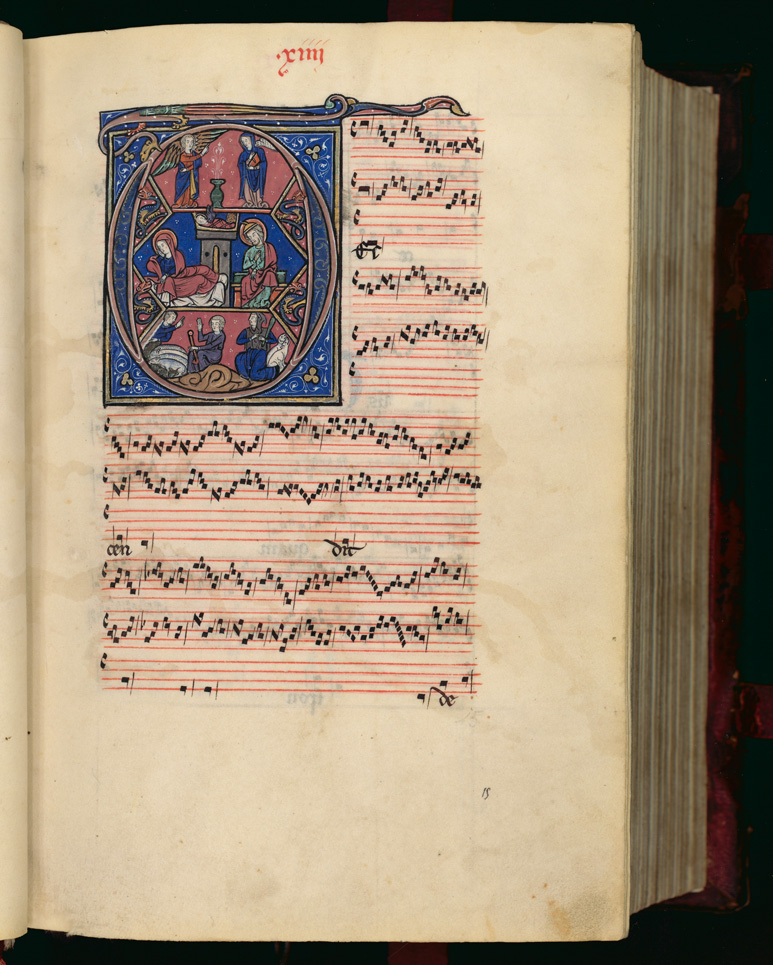
برگه 8 از MS F of the Magnus Liber Organi، مجموعه ای از ساخته های موسیقی قرن سیزدهمی از کلیسای نوتردام، پاریس

لئونین (به انگلیسی: Léonin) (همچنین لئونیوس و لئو) (زاده حدود دهه ۱۱۵۰ - مرگ ۱۲۰۱) اولین آهنگساز قابل توجه دورهٔ چندصدایی اورگانوم بود. او احتمالاً فرانسوی بود، احتمالاً در پاریس در کلیسای جامع نوتردام زندگی و کار می‌کرد و نخستین عضو مدرسه چندصدایی نوتردام و سبک آرس کهن بود. نام لئونین از "Leoninus" گرفته شده‌است، که شکل خرد نام "Leo" است؛ بنابراین احتمالاً نام فرانسوی لئونین، لئو بوده‌است.
تمام آنچه در مورد لئونین می‌دانیم از نوشته‌های یک دانش آموز انگلیسی کلیسای نوتردام، به نام ناشناس چهارم است که رساله‌ای در تئوری آهنگسازی دارد و از لئونین با نام نویسندهٔ "مگنوس لیبر" یا «کتاب عالی» ارگانوم یاد می‌کند. بخش عمده ای از مگنوس لیبر به گزاره‌ها — تحریرهای بخش‌هایی از سرودهای گریگوری اختصاص دارد. لئونین شاید اولین آهنگسازی بوده که از حالت ضربی استفاده کرده‌است، و شاید نمادی هم برای آنها ابداع کرده‌است.
مگنوس لیبر برای مقاصد نیایشی در نظر گرفته شده بود. به گفته گمنام چهارم، لیونین بهترین آهنگساز ارگانوم بود؛ او کتاب عالی (مگنوس لیبر) را برای آوازها و سرودها برای خدمت مقدس نوشت." تمامی مگنوس لیبر برای دو صدا نوشته شده‌است، اگرچه در مورد عملکرد واقعی اطلاعات چندان در دسترس نیست و این دو صدا لزوماً تکی نیز نبودند.
طبق گفته ناشناس چهارم، کار لئونین توسط آهنگساز پسینش یعنی پروتین بهبود و گسترش یافت.
کریگ ام رایت، موسیقی‌شناس معتقد است که لئونین ممکن است همان شاعر معاصر پاریسی، لئونیوس باشد که در انگلیسی آرایه ترصیع (Leonine verse)به نام او نامگذاری شده‌است.